# Jan Leth
Jan Leth (født Jan Leth Aagensen 20. august 1932 i Helsingør – 6. oktober 2010) var en dansk billedhugger, maler og grafiker.
Uddannelse:
Tegne- og maleundervisning hos Johs. Nørretranders og Gunnar Hossy.
Uddannet på Det Kongelige Danske Kunstakademi under prof. Søren Hjorth Nielsen 1965-69. 
Debut i 1961 på Kunstnernes Forårudstilling.
Medlem af Decembristerne, Kunstnersamfundet og Foreningen Danske Grafikere.

## Repræsenteret i Danmark
- Statens Museum for Kunst
- Kobberstiksamlingen
- Kastrupgårdsamlingen
- Kunstforeningen Gl. Strand
- Stiftsmuseet Maribo
- Trapholt
- Fuglsang kunstmuseum
- HEART
- Kunstmuseet i Tønder
- Sorø Kunstmuseum

## Repræsenteret i udlandet
- Kunstamt Reinichendorf
- Kunstamt Wedding (Berlin)
- Museum of Modern Art (Boston)

## Udvalgte udstillinger
- Charlottenborg Forårsudstilling, Charlottenborg (1961-66)
- Kunstnernes Påskeudstilling i Århus (1961-64)
- Kunstnernes Sommerudstilling, Kbh. (1962-63)
- Kunstnernes Efterårsudstilling, Den Frie 1961-62, 1965)
- Ved muren i Berlin (1962)
- Charlottenborgs Efterårudstilling (1963-64, 1966-68)
- Åstedet (1963,1972)
- PRO, (1965, 1967-70, 1972-79).
- Statens Kunstfond (1965, 1992).
- Junge Dänen, Berlin (1967)
- Galleri Prisma, Kbh. (1967)
- Maribo Stiftsmuseum (1968)
- Smålandsmuseet, Sverige (1968)
- Int. Grafik Biennale, Musée d'Art Moderne, Paris (1970)
- Grafikudstilling, Musée de Dijon, Frankrig (1971)
- Nordisk Grafik, Færøerne (1972)
- Nutidiga Nordisk Kunst, Stockholm (1972).
- Nordens hus Reykajavik (1972)
- Kunsten i Hverdagen, Nordjyllands Kunstmuseeum (1975)
- IV International Grafik Biennale, Frenchen (1976)
- Kammeraterne (1976)
- Salon des Réalités Nouvelles, Paris (1976-77)
- International Skulptur Biennale, Budapest (1978)
- Burgdorfer Bildhauser Symposion, Schweiz (1980)
- Decembristerne (som gæst: 1981 som medlem: 1982-84, 1986-92, 1994-2000, 2004-2007)
- Statens Museum for Kunst (1981)
- Tendenser i dansk skulptur, Århus Kunstbygning (1989)

## Solgt til
Blandt offentlige myndigheder, institutioner og virksomheder som har anskaffet værker af Jan Leth kan nævnes: 
- Holbæk Rådhus
- Ringsted Rådhus
- Vigersted Skole
- Varde Gymnasium
- Herlev Rådhus
- Haderslev Katedralskole
- Birkerød Rådhus,
- Sorø Akademi
- Amtsgården i Ålborg
- HK's Kursusejendom "Klinten" ved Stevns
- Nørre Torv i Høje Taastrup
- Metalarbejderforbundet i København
- Københavns Kulturfond
- Nordjyllands Amtskommune
- Price Waterhouse i Hellerup.
- Statens Kunstfond har bl.a. bekostet en udsmykning af Schäffergården.
- Ny Carlsbergfondet har købt værker, som i dag er placeret på:
- Øster Borgerdydskole i København
- Holstebro Handelsskole
- Odense Universitet.

## Hædersbevisninger og legater.
- Hiemstierne-Rosencrone 1963.
- De Bielkske Legater 1963, 1967.
- Arbejderbevægelsens kulturpris 1965.
- Statens Kunstfond 1966-68, 1975, 1979, 1984-87.
- Vekselerer Villiam H. Michaelsens Tegnelegat 1967.
- Statens Kunstfonds tre-årige arbejdslegat 1969.
- Eckersberg-Thorvaldsen Fondet .
- Droning Ingrids Romerske Fond: ophold på det danske Institut i Rom 1972 og 1979.
- Akademiet 1975.
- Rundskuedagens legat.
- Ebba Celinders legat.
- Akademirådets Rejselegat i anledningen af 200 året for C.V. Eckersbergs fødsel, 1983.
- Zach. Jacobsens 1983.
- Ole Haslunds Kunstnerfond 1987.
- Tuborgfondet (rejseleget) 1991.
- Gerda og Gottfred Eickhoffs Legat, 1992.
- Davids Samlings Legat 1994.
- Viggo Jarls Legat 1994.
- Laurens Bogtman 1994.
- Lund/brugge 1995.
- Carl Nielsen og Anne Marie Carl-Nielsens Legat 1998.
- Tildelt livsvarig ydelse af den danske stat (indstillet af Statens Kunstfond), 1998